# Esther Qin
Fan Esther Qin (* 18. November 1991 in Liuzhou, Guangxi, Volksrepublik China) ist eine australische Wasserspringerin, die im Kunstspringen vom 1- und 3-m-Brett und im Synchronspringen vom 3-m-Brett antritt.

## Werdegang
Esther Qin gewann bei der Sommer-Universiade 2013 in Kasan Silber im 3-m-Synchronspringen gemeinsam mit Samantha Mills. In den Einzelwettbewerben vom 3-m-Brett und 1-m-Brett erreichte sie die Plätze 5 und 6. Seit 2014 startet sie im FINA Grand Prix und in der World Series und belegte dort mehrere Podestplätze im Einzel- und Synchronspringen vom 3-m-Brett. Beim Weltcup 2014 in Shanghai schied sie im Halbfinale vom 3-m-Brett aus. Bei den Commonwealth Games 2014 in Glasgow gewann Qin Gold vom 3-m-Brett vor Jennifer Abel und Hannah Starling sowie Bronze vom 1-m-Brett hinter Abel und Maddison Keeney. Bei den Weltmeisterschaften 2015, erneut in Kasan, gewann Esther Qin im 3-m-Synchronwettbewerb Bronze mit Samantha Mills und wurde Vierte im Einzel vom 3-m-Brett sowie Fünfte vom 1-m-Brett.
Esther Qin studiert an der RMIT University in Melbourne. 